# Asilus platitarsatus
Asilus platitarsatus là một loài ruồi trong họ Asilidae. Asilus platitarsatus được Contarini miêu tả năm 1847. Loài này phân bố ở vùng Cổ Bắc giới.